# Nuevo Faisán, Oaxaca
Nuevo Faisán är en ort i Mexiko.   Den ligger i kommunen Santa María Jacatepec och delstaten Oaxaca, i den sydöstra delen av landet, 400 km sydost om huvudstaden Mexico City. Nuevo Faisán ligger 56 meter över havet och antalet invånare är 169.
Terrängen runt Nuevo Faisán är huvudsakligen lite bergig. Nuevo Faisán ligger nere i en dal. Runt Nuevo Faisán är det ganska glesbefolkat, med 47 invånare per kvadratkilometer. Närmaste större samhälle är San Juan Bautista Valle Nacional, 12,3 km sydväst om Nuevo Faisán. I omgivningarna runt Nuevo Faisán växer i huvudsak städsegrön lövskog.